# Françoise Faucher
Pour les articles homonymes, voir Faucher.
Françoise Faucher (née Françoise Elias, le 4 septembre 1929 à Montmorency, alors en Seine-et-Oise, aujourd'hui Val-d'Oise, France,,) est une comédienne française et canadienne, aussi animatrice, metteuse en scène, auteure et journaliste, de même que, durant plusieurs années, professeure au Conservatoire d’art dramatique de Montréal et au collège Lionel-Groulx, option théâtre.

## Biographie
Fille unique, elle est née Françoise Elias (patronyme maternel), le 4 septembre 1929 à Montmorency, alors en Seine-et-Oise, aujourd'hui Val-d'Oise, France. Ses grands-parents maternels d'origine tchèque s'étaient établis en France. Elle reçoit une formation en art dramatique en France, auprès de René Simon et Bernard Bimont. Elle y rencontre son futur époux ainsi que de jeunes comédiens canadiens, en stage : Guy Provost  et Denise Vachon, Georges Groulx et Lucille Cousineau, ainsi que Jean Gascon, Florent Forget, Jean-Louis Roux… — qui les incitent à venir faire carrière au Canada français. Elle arrive à Montréal, au Québec au printemps 1951 avec son mari, Jean Faucher (1924-2013), qui s'y fait réalisateur à la télévision de Radio-Canada, metteur en scène et auteur, épistolier et biographe. Elle y devient la mère de leurs quatre enfants : Philippe Faucher, professeur de Science politique à l'Université de Montréal, la comédienne et animatrice Sophie Faucher, le journaliste sportif François Faucher et la productrice déléguée Catherine Faucher.
Dès son arrivée à Montréal, elle joue dans Noces de sang, de Lorca, avec Les Compagnons de Saint-Laurent, quelques mois avant la dissolution de cette troupe semi-professionnelle, survenue en juin 1952. Reconnue comédienne, elle participe ensuite aux premiers grands succès du Théâtre du Nouveau Monde : Le Maître de Santiago de Montherlant (1955) et surtout L'Échange de Claudel (1956) où, jouant Marthe, elle donne la réplique à Jean Gascon et Jean-Louis Roux, cofondateurs de l'établissement en 1951.
Elle interprète plusieurs rôles dans les téléthéâtres présentés au tout début de la télévision d'État, fondée en 1952. Elle écrit des textes d'émissions de radio ou de télé, amorce une fructueuse carrière de lectrice, animatrice, recherchiste, journaliste, voire auteure (Votre enfant Mesdames, Si santé m'était contée, Carrefour, Psychologie de la vie quotidienne…) qui culmine avec l'émission télévisée Femme d'aujourd'hui, de 1966 à 1979,.
Françoise Faucher poursuit, parallèlement, sa carrière de comédienne au petit écran et sur les scènes montréalaises. Elle apparaît dans plusieurs téléromans célèbres des années 1970 (Les Mont-Joye, Les Berger, La Pension Velder…). 
Au théâtre, elle touche à tous les genres : boulevard (Je veux voir Mioussov de Valentin Kataïev en 1976, Le Ruban de Feydeau en 1986), théâtre intimiste, classiques(Phèdre de Racine en 1988), maîtres modernes (Le Malentendu de Camus en 1967, Soudain l'été dernier de Tennessee Williams en 1978, Oh les beaux jours de Beckett en 1981, Savannah Bay de Marguerite Duras en 2007), et productions d'avant-garde.  Elle travaille régulièrement sous la direction de son mari, Jean, ainsi que celle d'Alice Ronfard, pour qui elle incarne notamment Prospero dans La Tempête de Shakespeare, au Théâtre Expérimental des Femmes, en 1988. 
En 1988, elle signe une première mise-en-scène  : Elvire Jouvet 1940.  Présentée au Théâtre de Quat'sous, la production est un franc succès critique et public.  Par la suite, Françoise Faucher dirige quelques pièces comme Le Jeu de l'amour et du hasard de Marivaux en 1989, Le Visiteur d'Éric-Emmanuel Schmitt en 1997, Pygmalion de George Bernard Shaw en 1999 et Un mari idéal d'Oscar Wilde la même année. 

## Filmographie
- 1957 : Radisson (série TV)
- 1957 : La Pension Velder (série TV)
- 1957 - 1961 : La Pension Velder (Série TV) : Élise Velder
- 1960 : Walk Down Any Street (voix)
- 1965 : La Reine morte (TV)
- 1970 : Mont-Joye (série TV) : Irène Blumenthal
- 1970 : Les Berger (série TV)
- 1970 : Le Soleil des autres
- 1974 : Toi et tes nuages (TV) : Adèle
- 1979 : L'Arrache-cœur : Françoise
- 1981 : Entre quatre murs (feuilleton télévisé) : Gabrielle Fontaine
- 1981 : Les Champions (Bobine 1, 1re partie) : Narrateur (voix)
- 1981 : Les Champions (Bobine 1, 2e partie) : Narrateur (voix)
- 1981 : Les Champions (Bobine 2, 1re partie) : Narrateur (voix)
- 1981 : Les Champions (Bobine 2, 2e partie) : Narrateur (voix)
- 1985 : Agnès de Dieu (Agnes of God) : Ève Leclaire
- 1988 : Des amis pour la vie
- 1988 : Les Portes tournantes : Simone Blaudelle
- 1996 : James et la Pêche géante : Tante Piquette (version québécoise)
- 1994 : Craque la vie! (TV) : Madame Chabot
- 1998 : Réseaux (série TV) : Maman Morais
- 2001 : Mon meilleur ennemi (série TV) : Hélène Rivard
- 2002 : Encore dimanche : Tessie Turcato
- 2006 : Da Vinci Code : Sœur Sandrine (version québécoise)
- 2010 : L'enfant prodige : Madame Homberg

## Distinctions

### Récompenses
- 1953 : Trophée Frigon[6]
- 1957 : Personnalité marquante de la télévision[6]
- 1977 : Chevalier de l'Ordre des arts et des lettres[2]
- 1978 : Prix Théâtre des Annuelles[6]
- 1982 : Officier de l'Ordre du Canada[8]
- 1988 : Prix de la meilleure interprétation féminine, de l'Association des critiques de théâtre, pour Les paravents, de Jean Genet, au TNM[6]
- 1989 : Prix de la meilleure production, pour ''Elvire Jouvet 1940[6] (pièce de Brigitte Jaques), au Théâtre de Quat’sous de Montréal
- 1989 : Prix spécial du Jury du Salon de la Femme[6]
- 1997 : Officière de l'Ordre national du Québec[6]
- 2009 : Doctorat honorifique, de l'Université de Montréal[4]
- 2010 : Prix du Gouverneur général pour les arts de la scène[2]
- 2019 : Compagne de l'Ordre des arts et des lettres du Québec[9]